# Dolichopeza cuneata cuneata
Dolichopeza (Nesopeza) cuneata cuneata là một phân loài ruồi của loài Dolichopeza (Nesopeza) cuneata trong họ langpootmuggen (Tipulidae). Phân loài này phân bố ở miền Ấn Độ - Mã Lai.